# 키몬다

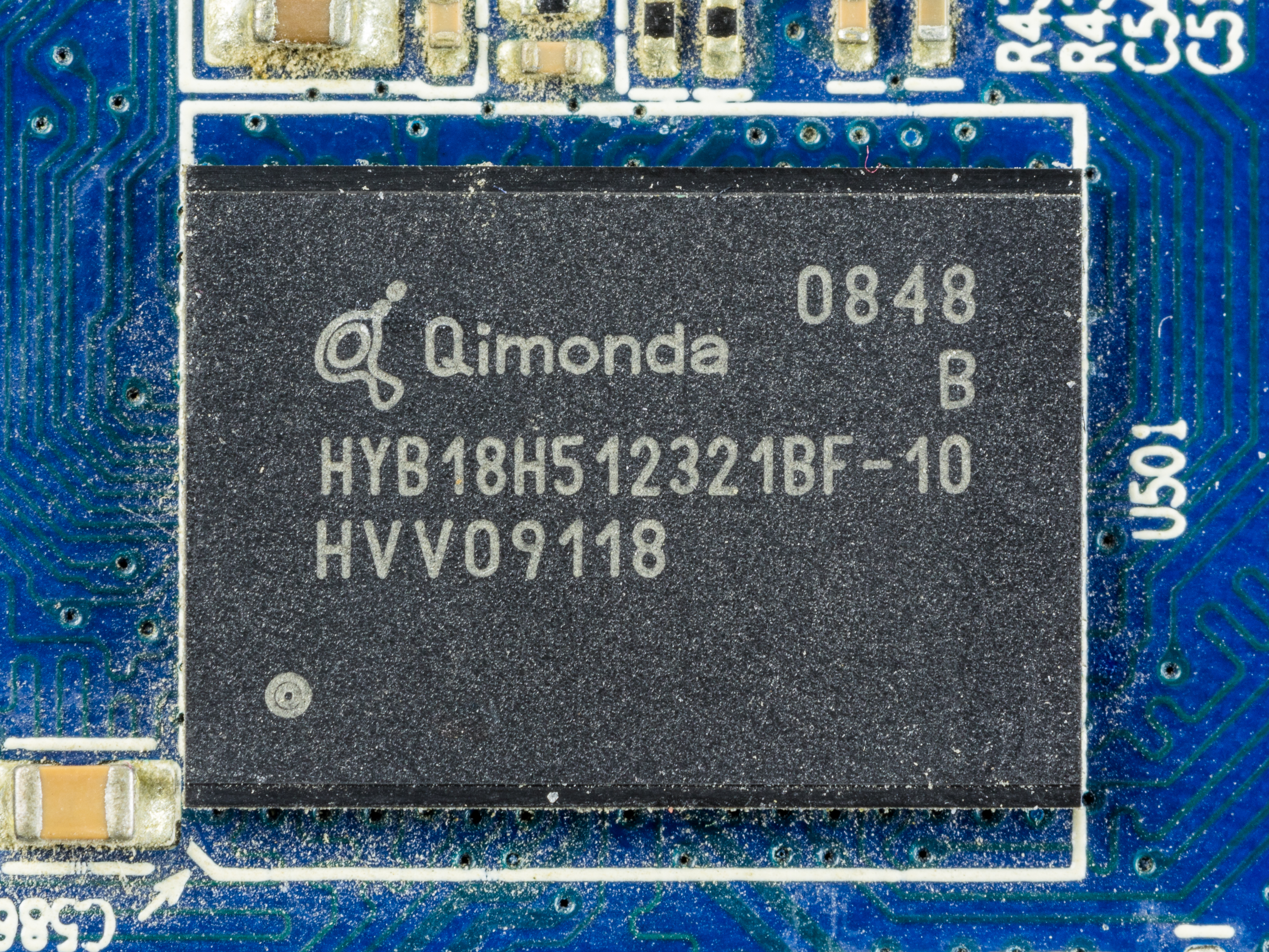
Qimonda 512 Mbit GDDR3

키몬다(독일어: Qimonda Aktiengesellschaft, NYSE: QI)는 2006년 5월 1일에 인피니온 테크놀로지스 AG에서 분사한 독일 굴지의 메모리 칩 기업이었다. 산업 분석 기업인 가트너에 의하면 디램 부문에서 세계 3위의 기업이었다. 키몬다는 300밀리미터 제조기술의 선구자 중 하나였으며, 개인용 컴퓨터와 서버용 디램 소자의 공급사 중 상위기업이었다. 인피니온은 분사 후에도 키몬다 주식의 75%를 소유하고 있었다.
키몬다는 3개의 대륙에 5개의 300mm 제조 시설을 두었고, 연구개발 인력 1,800명을 포함하여 세계에 약 12,000명의 직원이 있었다. 또한 드레스덴 등지에서 5개의 주요 연구개발 시설을 운영했었다.
키몬다는 개인용 컴퓨터와 서버용 메모리의 역사적인 우위를 뒤로하고 저전력 기술을 사용하는 그래픽, 휴대폰과 가전제품 용 메모리에 집중하게 하였다.
2009년 1월 23일 법원에 파산보호신청을 하였다. 그리고 키몬다가 폐업한 2011년까지 2년 여에 걸쳐서 전세계에 있던 키몬다의 공장들이 폐쇄되어갔으며, 미국에서는 해고 노동자들과 방대한 소송전도 발생하였다.

## "키몬다"의 의미
키몬다의 회사 이름은 키몬다의 비전과 가치를 설명하는 철학과 개성을 나타낸다. "키몬다" (독일어: Qimonda)는 다른 두가지 언어를 결합하여 서로 다른 뜻을 표현하였다. "Qi"(치)는 중국어로 호흡과 흐르는 에너지를 상징하고, "monda"는 라틴어로 세계를 뜻한다. "Qi"에서, "Q"를 세게 "k"로 발음하면, “세계로 향하는 길”(key to the world)라는 긍정적인 의미가 된다.

## 파산
2009년 1월 23일, 뮌헨 행정법원은 구체적인 내용은 밝히지 않은 채 키몬다가 파산을 선언했다고 밝혔다. 독일 연방 정부는 키몬다에 대한 구제조치를 검토하였으나 무산되었다. 키몬다의 파산은 그 규모와 디램 시장에 끼친 여파에서 2012년 파산한 일본의 엘피다 메모리와 비교된다.

## 업적
키몬다는 처음으로 디램의 양산 공정에 300밀리미터 기술을 도입한 기업중 하나이다. 선적된 디램에서 대략 2/3은 300밀리미터 웨이퍼를 사용하여 생산되었다. 이는 모기업 인피니온의 기술력에서 기인한다.
2006년 9월 18일에, 키몬다 AG는 나냐 테크놀로지 사와 함께 성공적인 75나노미터 디램 트랜치 기술의 제조를 발표하였다. 75나노미터의 공정 구조는 낡은 90나노 기술로 생산된 칩보다 크기가 작아졌다. 그래서 웨이퍼당 생산되는 양품칩의 개수는 약 40% 증가하였다.

## 제휴 회사
키몬다는 (공동투자하여 이노테라를 설립한) 난야, SMIC, 윈본드, IBM, 알티스, 어드밴스트 마이크로 디바이시스, 토판, 스팬션, 샌디스크와 전략적으로 제휴하였다.

## 제품
- 개인용 컴퓨터 디램
- 그래픽 램
- 가전 제품 램
- 휴대폰 램
- 플래시 메모리

## 에이니온
에이니온은 키몬다의 디램 메모리군을 범용 개인용 컴퓨터와 노트북 컴퓨터에 적용하여 판매하는 기업이다.

## 경쟁사
- 하이닉스
- 마이크론 테크놀로지
- 삼성전자
- 엘피다 메모리